# Hermann Kremers
Hermann Kremers (* 27. Juni 1902 in Aachen; † 27. November 1978 ebenda) war ein deutscher Architekt. Er wirkte vor allem in Aachen, wo er insbesondere in den 1930er- und 1950er-Jahren zahlreiche Wohn- und Sakralbauten errichtete. Kremers war Mitglied des Bundes Deutscher Architekten (BDA).

## Leben
Über Kremers’ Ausbildung ist nichts bekannt. 1931 arbeitete er offenbar im Architekturbüro F. und J. Heusch in Aachen, möglicherweise als Partner, und wohnte zu dieser Zeit in einem der von Heusch erbauten Wohnhäuser an der Lütticher Straße. 1932 war er Angestellter im Büro von Albert Dederichs in Aachen. Von 1932/33 bis 1965 führte er ein eigenes Architekturbüro, das in den Jahren 1934 bis 1938 vier bis sechs Mitarbeiter beschäftigte.
Während des Zweiten Weltkriegs war Kremers zunächst von 1940 bis 1943 in Stuttgart-Degerloch mit Helmut Scheurer in der gemeinsamen Sozietät „Kremers und Scheurer“ tätig, die rund zehn Angestellte beschäftigte. Von 1943 bis mindestens 1946 arbeitete er in Nürtingen als selbständiger Architekt. 1944 wurde er als Oberschütze im Landesschützen-Bataillon 5 (Lahr) zum Kriegsdienst eingezogen. Nach dem Krieg kehrte er nach Aachen zurück, wo er bis 1965 selbständig als Architekt tätig blieb.
Kremers war vor 1933 und nach 1945 Mitglied im Bund Deutscher Architekten und ab 1933 Mitglied der Reichskammer der bildenden Künste.

## Werk
Schwerpunkt von Kremers’ Tätigkeit war der Wohnungsbau in Aachen in den 1930er-Jahren. Kremers Wohnbauten zeigen eine bemerkenswerte Beherrschung der Formensprache des Neuen Bauens, wie es am denkmalgeschützten Wohnhaus für den Künstler Engelbert Mainzer oder dem Haus Höfchensweg 88 zu sehen ist. Nach 1933 vermochte er, diese modernen Formen mit den Ideen des Heimatstils zu vermischen. Bedeutend ist insbesondere das sogenannte „Kleine Hochhaus“ an der Peterstraße, das er 1937–1938 errichtete und das nach dem Krieg angebaut wurde. In den 1950er-Jahren trat er vor allem mit Sakral- und Schulbauten hervor, darunter die Klosterkirche in Broich (bis 1953) und die Klosterkirche mit Kinderwohnheim in der Jakobstraße in Aachen (1956). Auch Geschäftsbauten wie das „Bit am Graben“ am Dahmengraben unmittelbar gegenüber des „kleinen Hochhauses“ oder der „Currypalast“ an der Komphausbadstraße gehen auf ihn zurück.

## Bauten (Auswahl)
- 1933: Wohnhäuser Preusweg 36–46, Aachen (Denkmäler)[1]
- 1934: Wohnhaus Höfchensweg 88, Aachen
- 1934–1937: Mutterhaus der Elisabethinnen mit Kloster und Kapelle, Preusweg 2, Aachen[2]
- 1934–1935: Wohnhaus Engelbert Mainzer, Hasselholzer Weg 202, Aachen (Denkmal)[3]
- 1934: Wohnhaus Höfchensweg 88, Aachen
- 1930er Jahre: zahlreiche Wohnhäuser im Aachener Süden.
- 1937–1938: „Kleines Hochhaus“, Peterstraße 2 mit Anbauten, Aachen
- 1945: Kindheit-Jesu-Verein, Stephanstraße 35, Aachen
- 1951 ff.: Reihenhäuser Malmedyer Straße, Aachen (und Salierallee 57–69, zugeschrieben)
- 1955 (ca.): Geschäftshaus zwischen Holzgraben und Peterstraße, „Bit am Graben“.
- 1953: Klosterkirche der Spiritaner, Würselen-Broich (heute Teil des Heilig-Geist-Gymnasiums)
- 1955: Geschäftshaus Komphausbadstraße / Peterstraße, später „Currypalast“, Aachen
- 1956: Klosterkirche und Kinderwohnheim der Schwestern vom armen Kinde Jesu, Jakobstraße 19–21, Aachen (Denkmal)

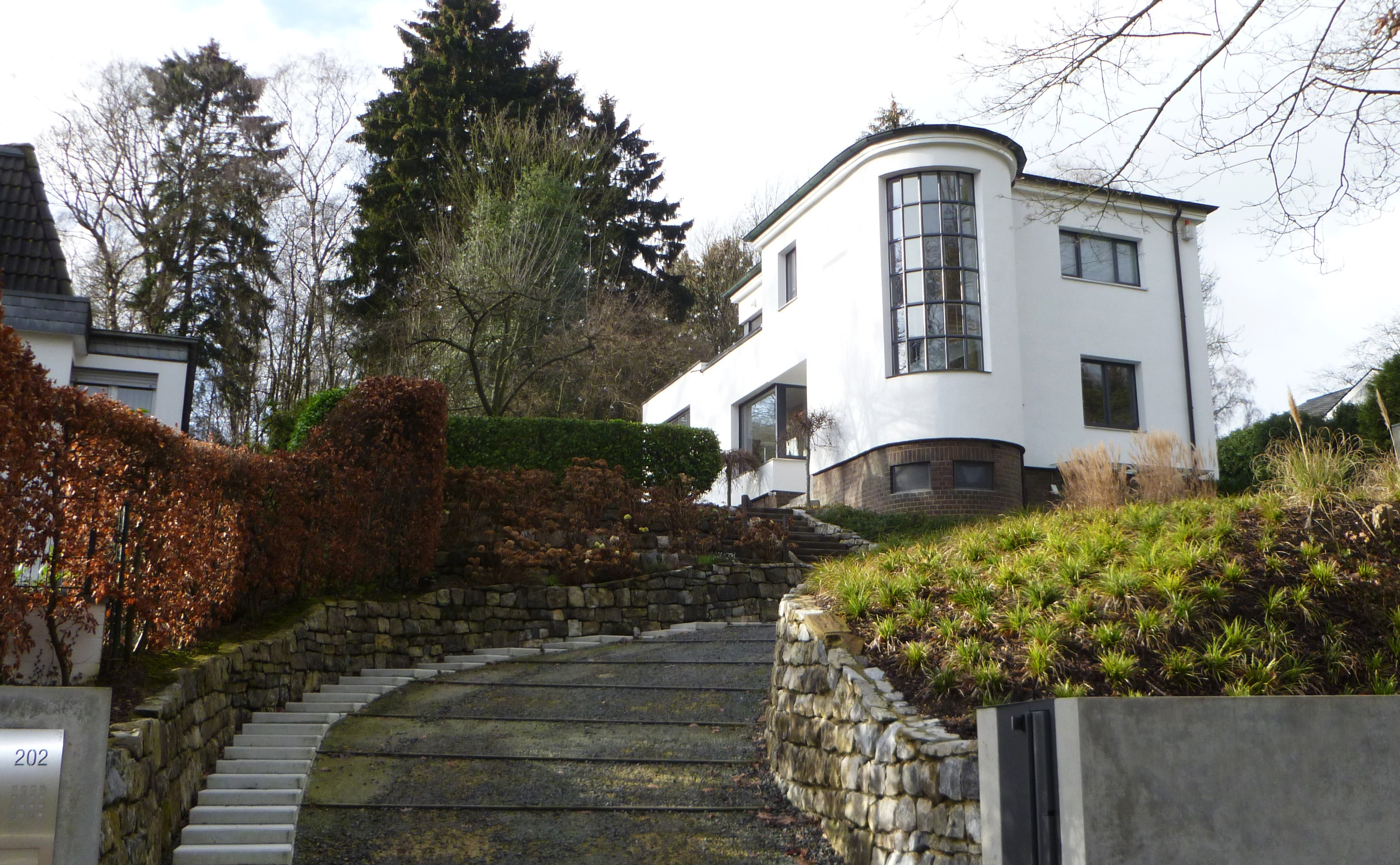
Wohnhaus Engelbert Mainzer, Hasselholzer Weg
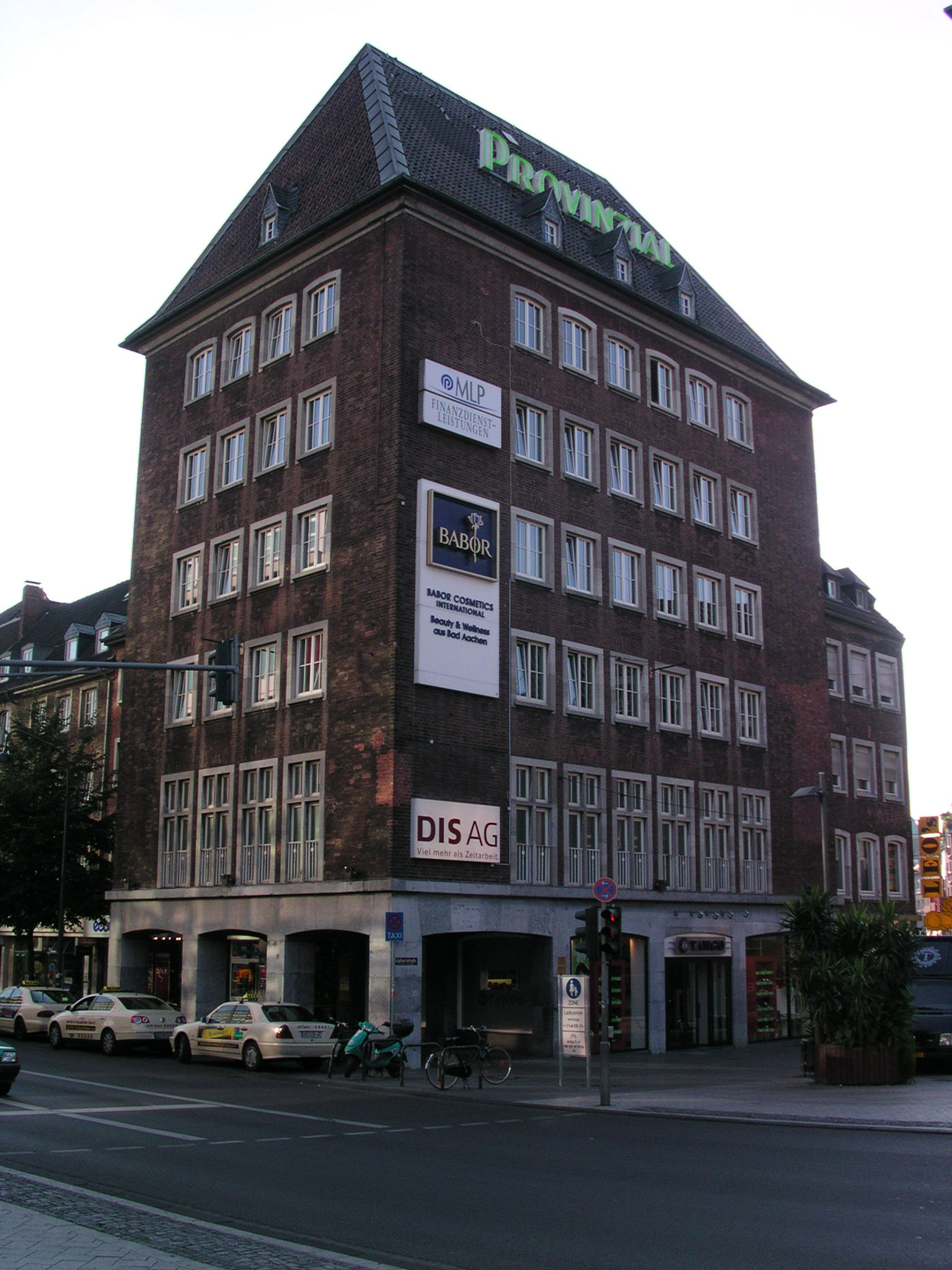
Das "kleine Hochhaus" an der Ecke Peterstraße/ Adalbertstraße
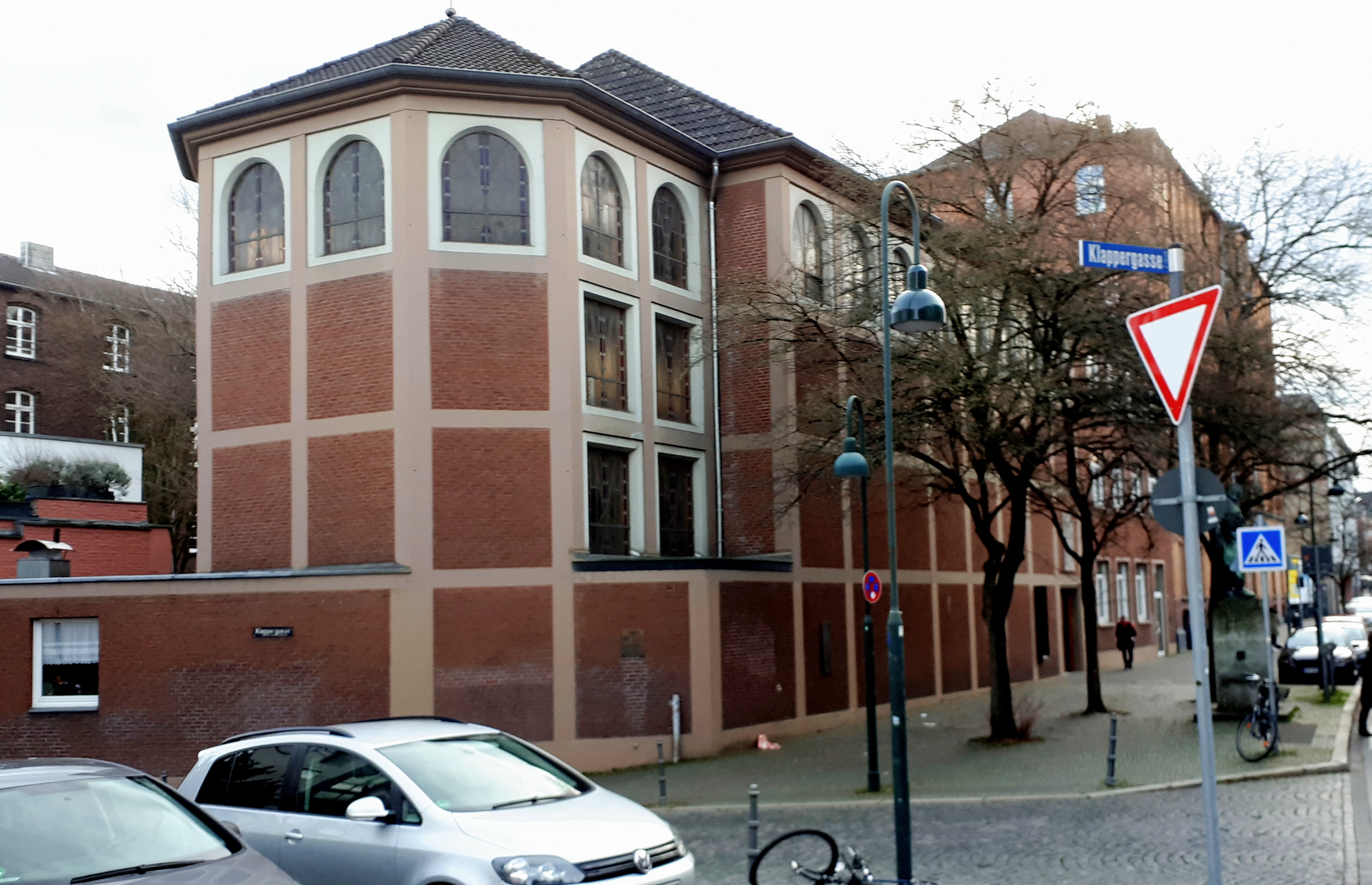
Klosterkirche, Jakobstraße
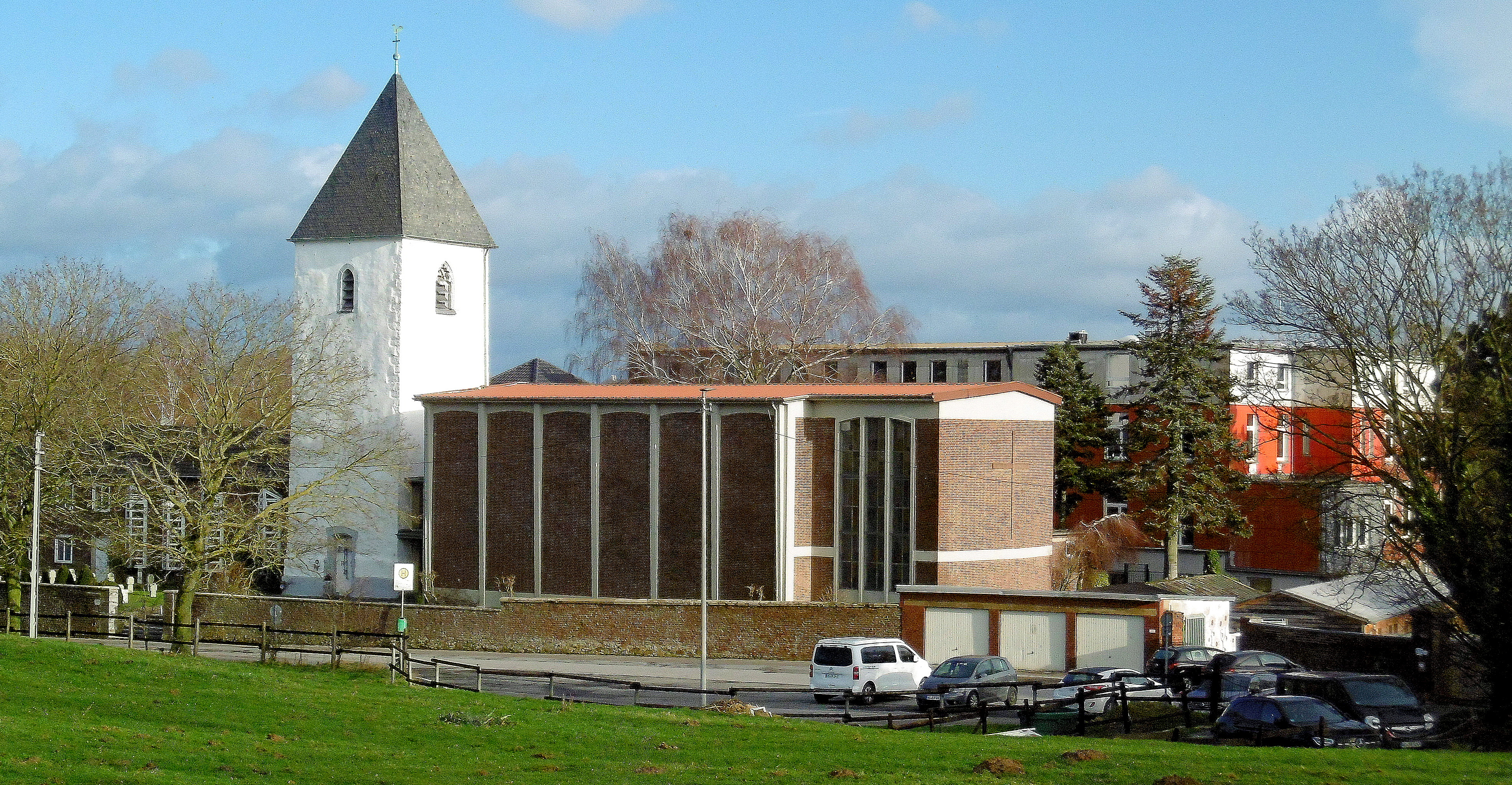
Klosterkirche Spiritaner, Würselen Broich
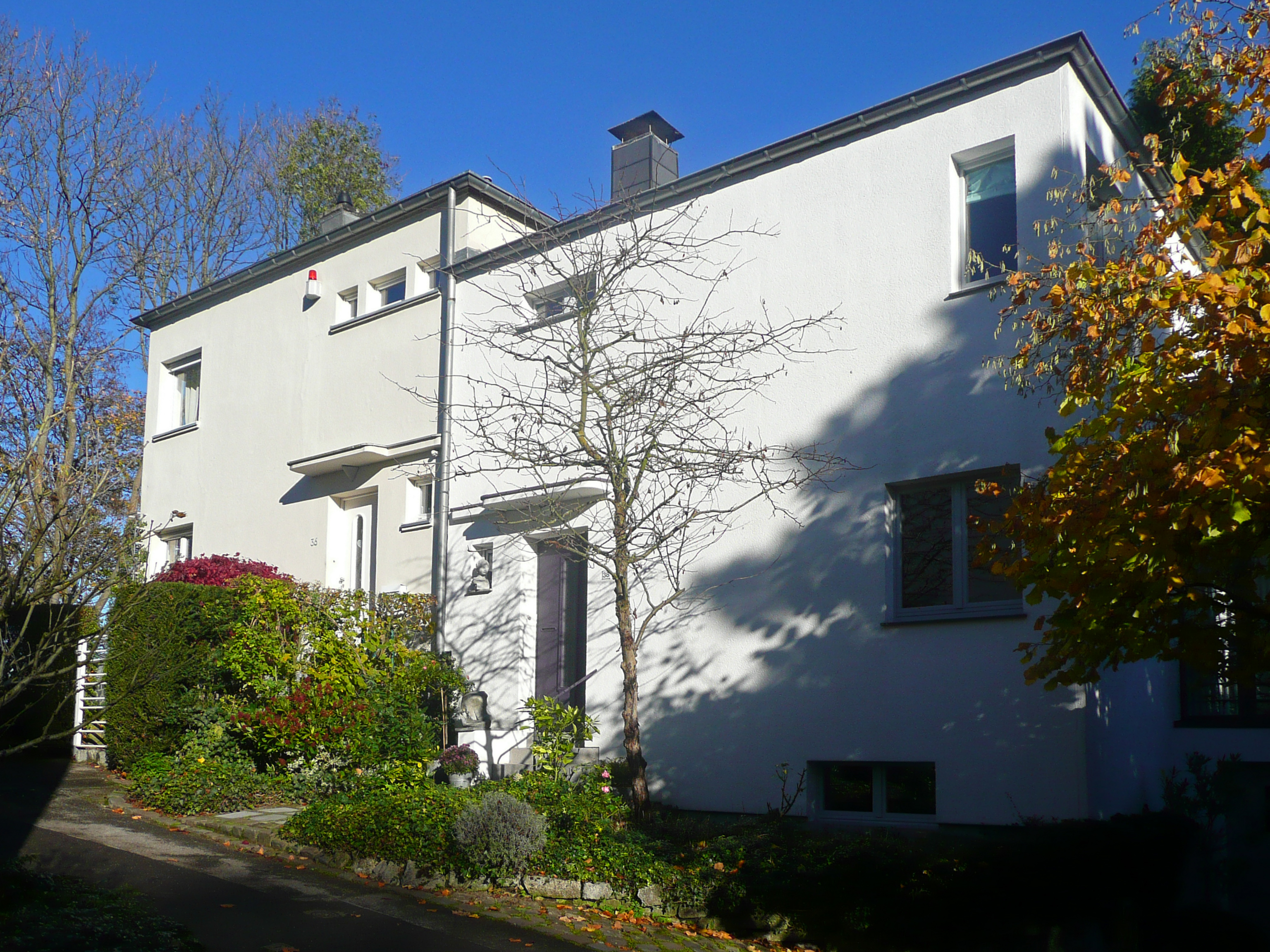
Hausgruppe am Preusweg
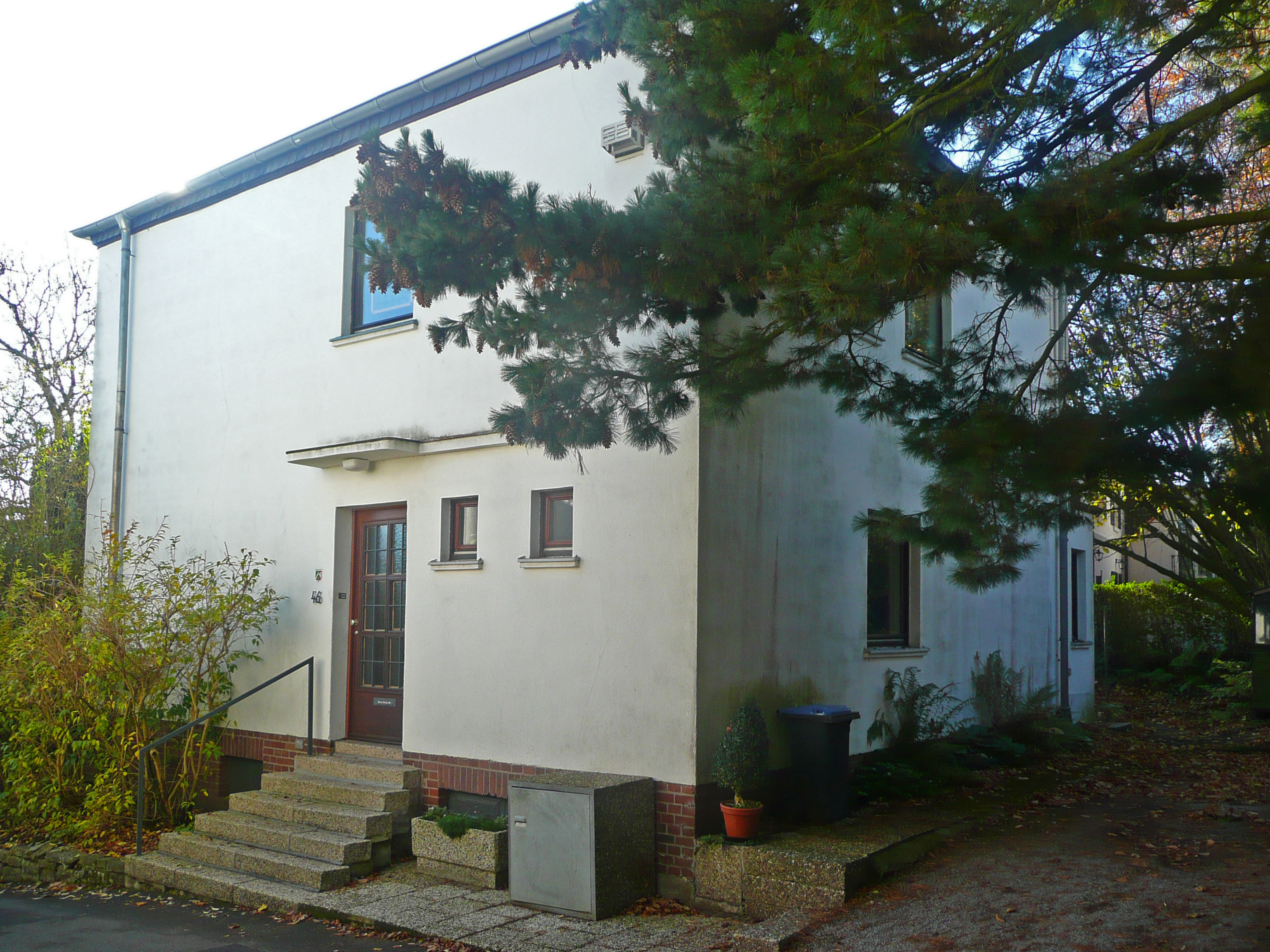
Hausgruppe am Preusweg
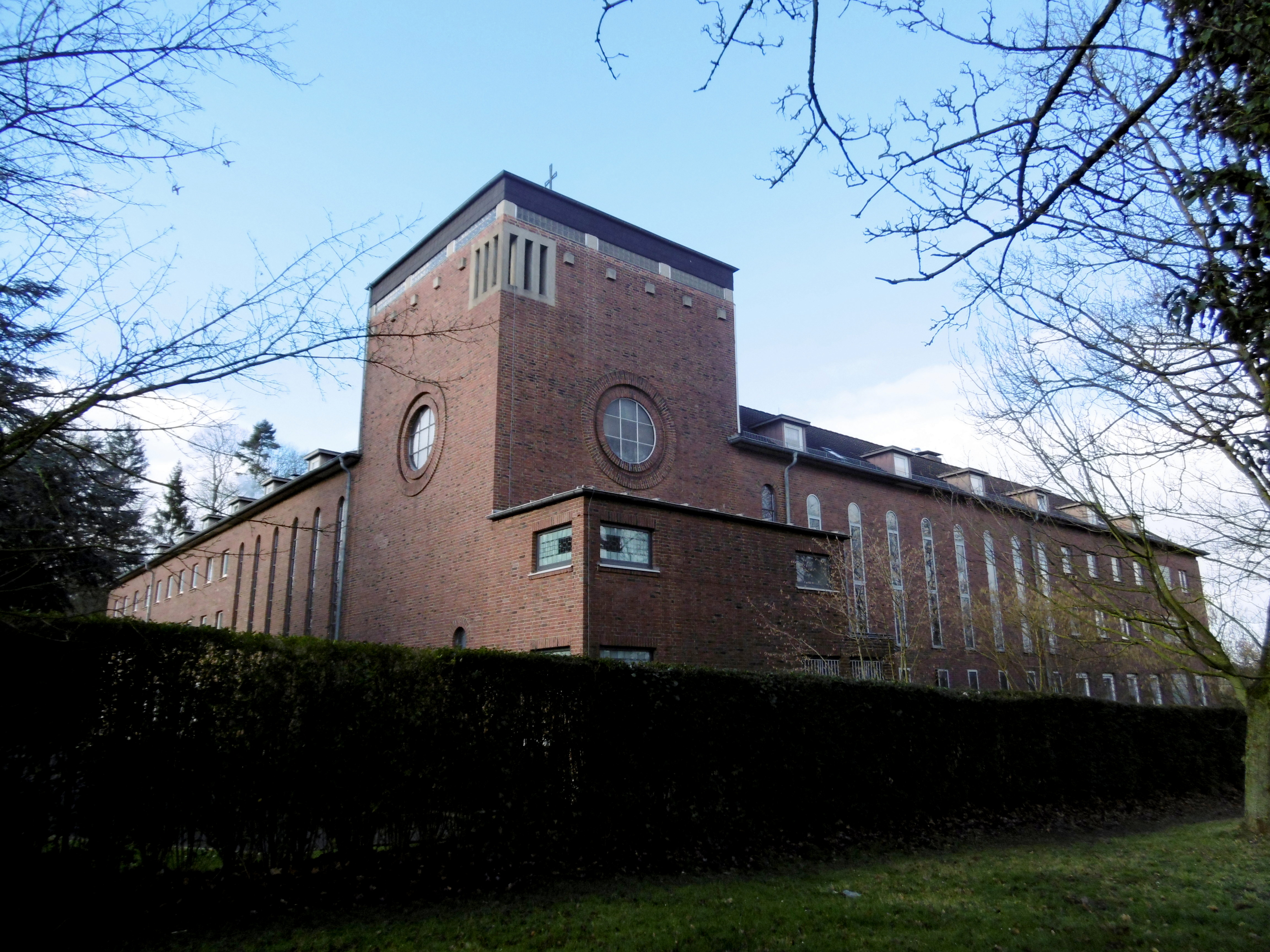
Elisabethinnen Kloster Aachen